# Putnam (Alabama)
Putnam es un lugar designado por el censo ubicado en el condado de Marengo en el estado estadounidense de Alabama. En el Censo de 2010 tenía una población de 193 habitantes y una densidad poblacional de 12,64 personas por km².

## Geografía
Putnam se encuentra ubicado en las coordenadas 32°1′5″N 88°1′59″O / 32.01806, -88.03306. Según la Oficina del Censo de los Estados Unidos, Putnam tiene una superficie total de 24.57 km², de la cual 24.57 km² corresponden a tierra firme y (0%) 0 km² es agua.

## Demografía
Según el censo de 2010, había 193 personas residiendo en Putnam. La densidad de población era de 12,64 hab./km². De los 193 habitantes, Putnam estaba compuesto por el 23.32% blancos, el 72.54% eran afroamericanos, el 2.59% eran amerindios, el 0% eran asiáticos, el 0% eran isleños del Pacífico, el 0% eran de otras razas y el 1.55% pertenecían a dos o más razas. Del total de la población el 0% eran hispanos o latinos de cualquier raza.